# Heinrich Himmler

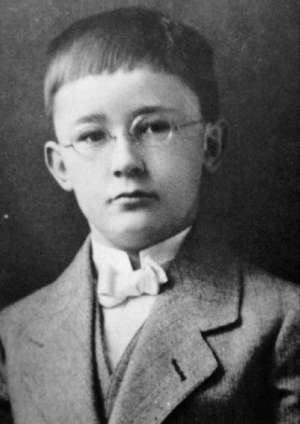
Heinrich Himmler in 1907

Heinrich Luitpold Himmler (München, 7 oktober 1900 – Lüneburg, 23 mei 1945) was leider van de SS (Reichsführer-SS) en een van de belangrijkste leiders van de Nationaalsocialistische Duitse Arbeiderspartij (NSDAP). Himmler was een van de hoofdverantwoordelijken voor de Holocaust en is daarmee een van de grote oorlogsmisdadigers uit de Tweede Wereldoorlog. Kort na zijn arrestatie op 20 mei 1945 pleegde hij zelfmoord door het slikken van een cyanidecapsule.

## Jeugd
De familie Himmler stamt, zo meende Himmlers vader, uit Zwitserland. In Bazel staat een vakwerkhuis dat het "Himmlerhuis" genoemd wordt. Heinrich Himmler werd als tweede kind van een welgesteld gezin geboren. Zijn vader, Joseph Gebhard Himmler, was directeur van een gymnasium en voedde Heinrich zeer streng op. In de opvoeding van de kinderen speelden het katholicisme en het Beiers regionaal-nationalisme een belangrijke rol. Het gezin Himmler had goede banden met het Beierse koninklijk huis. Heinrich had gedurende zijn jeugd een slechte gezondheid. De compensatie voor zijn lichamelijke zwakte bestond uit hard studeren. Hij behaalde het diploma aan het gymnasium van Landshut. Hij toonde op school een grote belangstelling voor geschiedenis, oude talen en godsdienst. Tijdens de laatste weken op het gymnasium brak de Eerste Wereldoorlog uit en Heinrich droomde van een carrière als marineofficier. Vanwege zijn bijziendheid werd hij bij de keuring geweigerd. Ook later in zijn leven was Himmlers gezondheid slecht. Himmler leed aan maagkrampen en liet zich daarvoor masseren door Felix Kersten, die van zijn invloed op zijn patiënt gebruik maakte om diens misdaden ten minste enigszins te temperen. Tijdens zijn studie was Himmler lid van een nationalistische Duitse studentenvereniging waar ook geduelleerd werd, wat hem excommunicatie vanuit de Katholieke Kerk opleverde. Himmler verwisselde zijn katholiek geloof al snel voor occultisme, spiritisme en neopaganisme; hij wisselde Beiers regionalisme in voor Groot-Germaanse idealen. Binnen het studentencorps was de jonge Heinrich vanwege zijn zwakke gezondheid en maagklachten vrijgesteld van het duelleren en het drinken van bier.

## Rekruut, student en vrijkorpslid
Bij de landmacht werd Himmler in het voorjaar van 1914 toegelaten als officiersrekruut; hij rondde zijn opleiding in 1918 af, toen de oorlog al voorbij was. Tot dan toe was Himmler vaandeldrager bij het 11e Beierse Regiment. Van 1918 tot en met 1922 studeerde Himmler landbouwkunde aan de Technische Hogeschool van München. In die tijd stond hij bekend als een zonderling die bij zijn medestudenten weinig in de smaak viel. Teneinde dit te verbeteren werd hij lid van verschillende studentenverenigingen. In 1919 werd hij lid van een van de vele militaire vrijkorpsen (‘Freikorpse’) die vochten tegen de ‘Weimariaanse vernedering’. Op 1 augustus 1922 studeerde Himmler af en trad hij vrijwel meteen in dienst bij meststoffenbedrijf Stickstoff-Land in Schiesheim. Dit dienstverband duurde slechts enkele maanden – een groot deel van de periode februari tot en met juni 1923 was hij werkloos. In juli 1923 kwam Himmler in contact met de Nationaalsocialistische Duitse Arbeiderspartij (NSDAP) en werd na het aanhoren van een rede van Adolf Hitler meteen lid. In datzelfde jaar, op 8 november, nam hij als vlaggendrager deel aan de bezetting van het Beierse Ministerie van Oorlog in München tijdens de Bierkellerputsch. De staatsgreep mislukte en het duurde tot 1925 voordat de kansen zich voor Himmler drastisch in zijn voordeel zouden keren.

## Agrariër en volksvertegenwoordiger

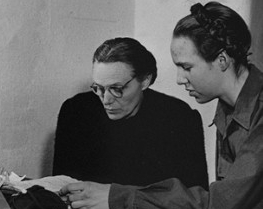
Margarete en Gudrun Himmler

Na de putsch werd Himmler – in tegenstelling tot Adolf Hitler, Ernst Röhm, Rudolf Hess en Hermann Göring (de laatste vluchtte naar Oostenrijk en ontliep zijn straf) – niet als crimineel veroordeeld door de Beierse regering. Himmler begon in 1924 voor Gregor Strasser te werken. Dit leverde hem in 1925 de functie van plaatsvervangend gouwleider (Gauleiter) van Niederbayern-Oberpfalz op. Ondanks zijn succes in de politiek bleef Himmler een romantische fascinatie voor het boerenleven houden en toen hij in 1928 de bruidsschat van zijn huwelijk met de welgestelde Margarete Boden in ontvangst nam, richtte hij zijn eigen landbouwbedrijf op waar hij kippen fokte. Een paar maanden later ging zijn bedrijf alweer failliet en wendde Himmler zich definitief tot Hitlers NSDAP. Vanaf 1930 tot april 1945 zat hij voor de nazipartij in de Rijksdag.

## Privéleven
In augustus 1929 kreeg Himmler een dochter Gudrun (1929-2018), later ook wel de Nazi-prinses genoemd. In maart 1933 adopteerde het gezin de vierjarige Gerhard von der Ahé (1928-2010), de zoon van SS-militair Kurt von der Ahé die eerder bij straatgevechten was doodgeschoten. De 16-jarige Gerhard trad in 1944 vrijwillig in dienst bij de Waffen-SS aan het Oostfront maar werd al snel daarna een Russisch krijgsgevangene. In oktober 1955 werd hij als jongste krijgsgevangene door de Sovjet-Unie vrijgelaten waarna hij terugkeerde naar Duitsland.
Het huwelijk tussen Heinrich en Margarete was slecht en in 1939 verliet Himmler zijn vrouw, dochter en adoptiezoon. Himmler leefde jarenlang samen met zijn maîtresse, Hedwig Potthast. Zij kregen een zoon en een dochter. Albert Speer schreef in zijn memoires dat Himmler in het diepste geheim een groot landhuis (Haus "Schneewinkellehen" in Schonau) voor hen liet bouwen in de omgeving van Berchtesgaden in de Beierse Alpen.

## Nationaalsocialistische carrière

### Reichsführer-SS
Adolf Hitler en Himmler konden het vanaf hun eerste ontmoeting in 1923 zeer goed met elkaar vinden. Beiden deelden ze het idee van een Grootduits Rijk voor de Duitsers van Arischen bloede en streefden naar een verdrijving van ‘onreine’ elementen (zoals onder andere Joden en bolsjewieken) uit de Duitse bevolking. Himmler constateerde bij Hitler het ontbreken van een daadkrachtig kader op dat laatste gebied, en kreeg in zijn nieuwe rol als plaatsvervangend rijkspropagandaleider binnen de NSDAP voldoende ruimte om een visie te ontwikkelen die uiteindelijk als basis zou dienen voor de rassenpolitiek van Hitlers regering. Himmler werd daarbij mede geïnspireerd door de ideeën van generaal Karl Haushofer, hoogleraar geopolitiek aan de universiteit van München en mentor van Rudolf Hess en indirect van Adolf Hitler. Al meteen bij zijn vaste aanstelling binnen de gelederen van de NSDAP opperde Himmler zijn idee van een militaire elite die onvoorwaardelijk trouw zou zijn aan de Führer en zijn groten. Hitler steunde hem hierin, daar hij de steeds machtiger wordende (ondergrondse) Sturmabteilung (SA), onder leiding van Röhm, niet meer vertrouwde als machtswerktuig. Toen Hitler in december 1925 vrijkwam, wilde hij de macht uitsluitend nog op legale wijze verwerven en degradeerde hij de SA tot ordehandhavers en ledenwervers. Deze motie werd bekrachtigd door het vertrek van Röhm naar Bolivia, na een openlijke ruzie met Hitler. Onder invloed van Himmler richtte Hitler samen met Julius Schreck en Hermann Göring in april 1925 de Schutzstaffel (letterlijk vertaald: beveiligingsploeg) of SS op.
Alhoewel Schreck direct bij de oprichting van de SS benoemd werd tot Reichsführer-SS en formeel de leider van de organisatie werd, was het Himmler die de kenmerkende cultus van tucht en trouw in het leven riep. Toen Himmler op 6 januari 1929 benoemd werd tot Reichsführer-SS, brak er voor de SS een periode van nieuwe groei aan. Himmler wist de paramilitaire organisatie uit te breiden tot een zeer veelzijdig orgaan dat in de loop van de jaren 30 van de 20e eeuw vele facetten van de besturing van het Derde Rijk naar zich toe wist te trekken.

### De SS als inlichtingendienst

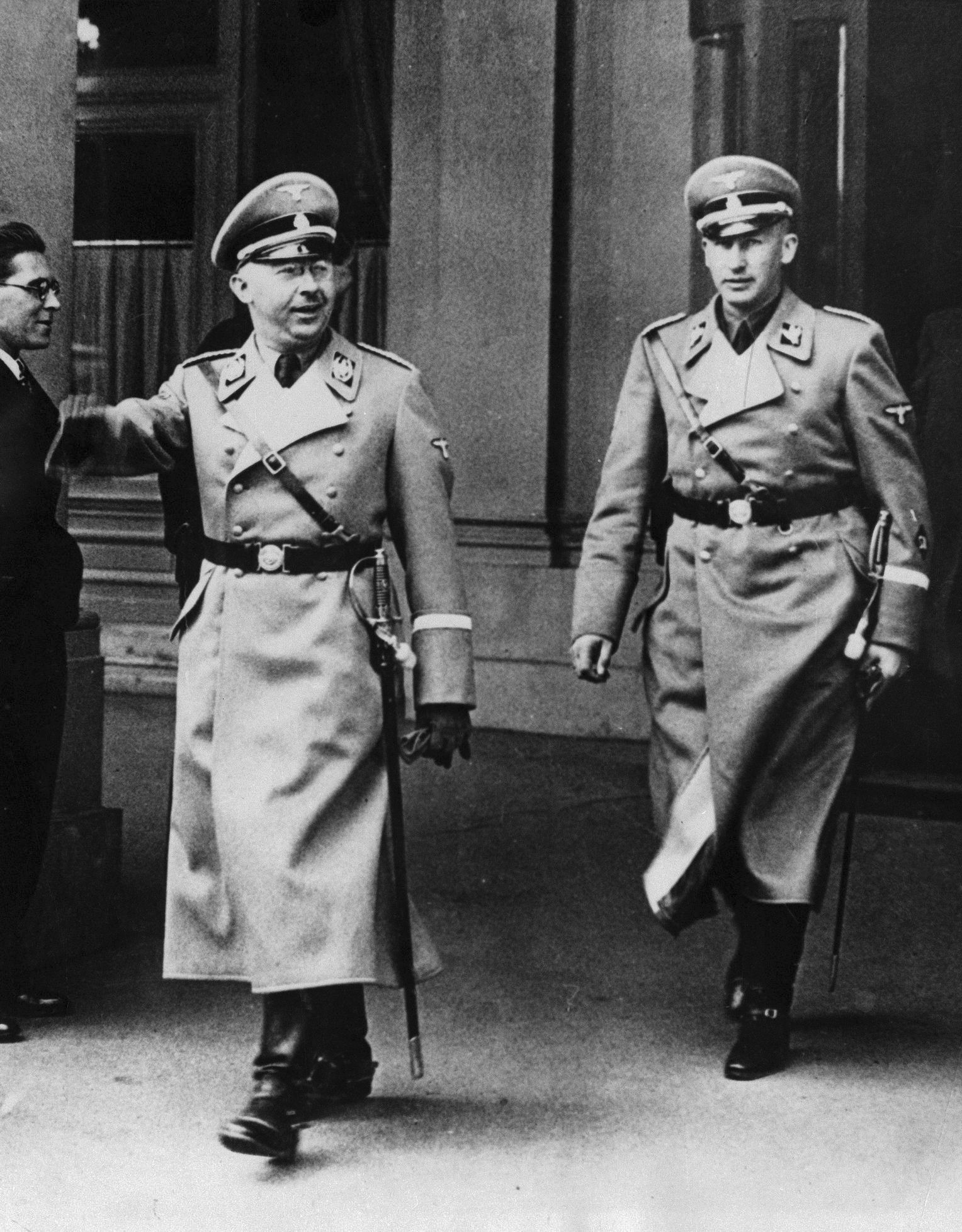
Himmler samen met Heydrich

Omstreeks 1930 deelde Himmler de militaire krachten binnen de NSDAP op in ‘gewone soldaten’ (SA) en ‘elitaire, edele soldaten’(SS). Himmler was van mening dat er binnen de remilitarisatie van het Grootduitse Rijk uitsluitend plaats was voor een trouwe groep militairen, belichaamd door de SS. In deze periode liep Himmlers door paranoia geplaagde geest over van de ideeën, maar hij kon maar geen geschikte assistent vinden om hem te helpen bij het uitwerken ervan, tot een van zijn vrienden hem op Reinhard Heydrich wees. Himmler was direct onder de indruk van de kwaliteiten van deze man en Heydrich werd in juni 1931 aangenomen. Hij richtte meteen voor Himmler de Sicherheitsdienst (SD) op als inlichtingen- en spionageorgaan binnen de SS.
Op 20 april 1934 namen Heydrich en Himmler de ‘Geheime Staatspolizei’ (Gestapo) over van Göring. Göring was aanvankelijk niet van plan zijn Gestapo-project uit handen te geven, maar deed dit toch om de vernietiging van Röhm en zijn SA te bespoedigen; de Gestapo was in de handen van de handige Himmler en de efficiënte Heydrich een machtig wapen dat op 29 juni 1934 de val van de SA mede veroorzaakte. Na de Nacht van de Lange Messen, werd de SA definitief gedegradeerd en was voor Himmler de weg vrij om de SS volledig loyaal te maken aan Hitlers machtsapparaat. Himmler was al jaren een voorstander van een opname van het politieapparaat in de SS en op 17 juni 1936 ontstond die gelegenheid toen Reichskanzler Hitler hem tevens benoemde tot Chef der Deutschen Polizei. De Reichsführer SS zag zijn kans schoon en begon aan een grote reorganisatieklus waarbij hij het hele staatspolitieapparaat opnam in de SS. Dit was de eerste stap op weg naar de totale militarisatie van het nazi-Duitsland, want de veiligheid van de burgers werd nu in handen van een paramilitaire organisatie gelegd. Op 26 juni 1936 besloten Himmler en Heydrich om de Gestapo en de Kriminalpolizei (Kripo) samen te voegen tot de Sicherheitspolizei (Sipo). Himmler richtte toen ook de Ordnungspolizei (Orpo) op, die verantwoordelijk was voor algemene, ondersteunende politietaken in de burgerlijke sfeer. Op 27 september 1939 brachten Himmler en Heydrich de Sicherheitsdienst (SD), Gestapo en de Kripo onder in het Reichssicherheitshauptamt (RSHA) en voegden het toe aan de organisatiestructuur van de SS. Daarmee schiepen Heydrich en Himmler de basis voor de gemilitariseerde en gemechaniseerde uitroeiing van miljoenen mensen.

### De SS als moordmachine

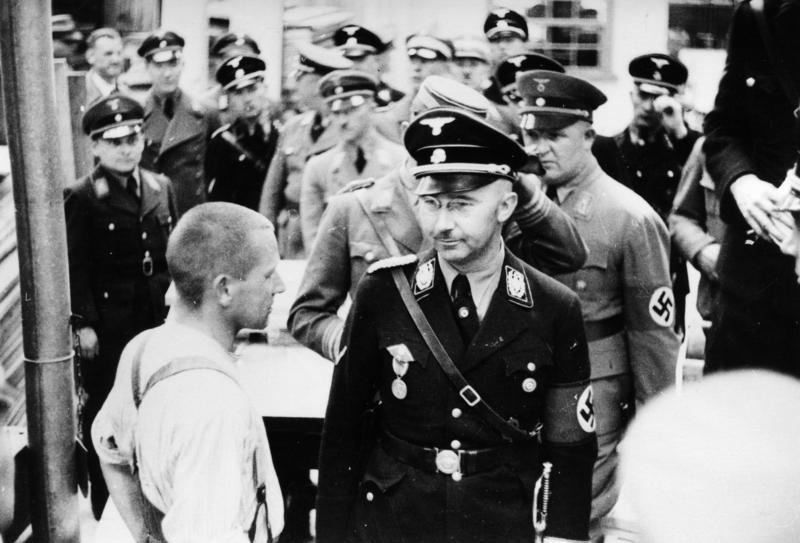
Himmler bezoekt concentratiekamp Dachau (1936)

Op 30 maart 1933 lichtte Himmler de pers in over de stichting van het eerste Duitse concentratiekamp nabij Dachau, dat op 20 maart 1933 officieel in gebruik genomen was. Himmler gaf aan dat het kamp nodig was voor het opbergen van 'ongewenste elementen' zoals bolsjewieken en sociaaldemocraten. SS-Standartenführer Theodor Eicke zou Lagerkommandant worden in dat kamp. Eicke stond bekend als een man die zich geregeld schuldig gemaakt had aan keiharde acties, waaronder gruwelijke moorden met bijlen en knuppels, om zijn politieke idee richting te geven. Himmler gaf de uitdrukkelijke voorkeur aan Eicke als Lagerkommandant, wegens zijn hardhandige reputatie bij SA en SS, maar vooral wegens zijn onvoorwaardelijke trouw aan Hitler en zijn geordende manier van werken. Eicke zou SS-Hauptsturmführer Hilmar Wäckerle gaan vervangen. Wäckerle had zich de onvrede van het Beierse gerechtshof op de hals gehaald wegens de gruwelijke onregelmatigheden die zich in Dachau afspeelden. Himmler wilde met de aanstelling van Eicke een signaal van betrouwbaarheid afgeven aan het Beierse hof. Zodoende haalde hij Eicke uit de psychiatrische kliniek van Würzburg en stelde hem op 26 juni 1933 officieel aan als Lagerkommandant van Konzentrationslager Dachau. Vanaf die dag ook zouden concentratiekampen en de SS onlosmakelijk met elkaar verbonden zijn. Maar het was vooral Eickes handelen in diens kampopzichterscarrière, dat zou leiden tot gruwelijke misdaden (die pas na de bevrijding in 1945 volledig aan het licht kwamen).
Himmler was erg tevreden over Eicke. Vooral omdat Eicke op 1 oktober 1933 beleidsvoorschriften voor de behandeling van gevangenen (Dienstvorschriften für die Begleitungsposten und Gefangenenbewachung en Disziplinar- und Strafordnung für das Gefangenenlager) van kracht liet worden in Dachau, waarover Himmler zeer te spreken was. Maar ook de moord op SA-topman Röhm was voor Himmler reden genoeg om Eicke op 7 juli 1934 te benoemen tot Inspektor der Konzentrationslager und Führer der Wachverbände, onder de rang van SS-Gruppenführer. Bovendien zouden Eickes onmenselijke kampregels gemeengoed worden in alle nog op te richten concentratiekampen. Om erop toe te zien dat de kampregels werden nageleefd richtte Eicke, in overeenstemming met Himmler, in oktober 1934 de SS-Totenkopfverbände op. Deze SS-afdeling zou belast worden met de bewaking, het toezicht, de martelingen en de uitroeiingshandelingen in de concentratiekampen. De afdeling zou een waar schrikbewind gaan voeren in de kampen en vele leden begingen onder ede gruwelijke misdaden tegen de mensheid. Op 10 december 1934 stelt Himmler alle concentratiekampen officieel onder Eickes bewind.

### Emigratiecentra
Alhoewel de gruwelijke misdaden bij de oprichting van het eerste concentratiekamp Dachau al direct aanvingen, was het oorspronkelijk nooit direct Himmlers idee om Joden en andere ‘ongewensten’ systematisch te elimineren. Himmler volgde het idee van Hitler, die een voorstander was van gedwongen emigratie. De term Konzentrationslager werd voor het eerst door Reinhard Heydrich in de mond genomen met de ideeën van Adolf Eichmann in zijn achterhoofd. Eichmann was sinds 1 oktober 1934 hoofd van Referat II 112 (Referat Juden), de nieuwe afdeling van de SD die onderzoek deed naar Joodse aangelegenheden binnen het Derde Rijk. Eichmann bestudeerde in opdracht van Himmler vrijwel de gehele Joodse cultuur. Hij verdiepte zich in het Zionisme en wilde het Jiddisch en de Hebreeuwse taal leren (de rabbijn wilde hier echter niet aan meewerken). Eichmann was medio 1937 dé toonaangevende expert op het gebied van Joden in het Derde Rijk; een expert die het niet zo best voor had met Joden, want zijn Referat II 112 beval in januari 1937 in een intern rapport, pogroms aan als ideaal pressiemiddel voor emigratie van Joden. Daaropvolgend stuurde Himmler Eichmann in april 1937 naar Palestina om de mogelijkheden van Joodse immigratie met Zionistische leiders ter plekke te bespreken. Door tussenkomst van het Verenigd Koninkrijk, dat sinds 1918 over Palestina mandateerde, keerde hij met lege handen terug. Eichmanns eindconclusie van deze reis was dat de stichting van een Joodse staat in Palestina het Derde Rijk niets op zou leveren. Er moesten andere gebieden gezocht worden, vond Himmler. Maar Eichmann vond het veel belangrijker om een centrum op te richten dat de Joodse emigratie zou regelen en daar bovendien nog geld aan zou kunnen verdienen ook. Op 26 augustus 1938 richtte Eichmann voor Heydrich het Zentralstelle für Jüdische Auswanderung (ZJA) op met het hoofdbureau in het geannexeerde Wenen. Het ZJA rekende torenhoge bedragen voor emigratiepapieren en confisqueerde alle eigendommen van deze emigranten. Er zouden in de loop van de oorlog nog veel meer Zentralstellen verrijzen in Europa en het zouden allemaal broeinesten van mensonterende praktijken en corruptie worden. Himmler en Heydrich waren derhalve zeer tevreden met de sluwe Eichmann.

### Madagaskar, Nisko en Lublin
Ondertussen hamerde Himmler namens Hitler op de verkenning van nieuwe geografische opvanggebieden voor Joden en andere ongewensten. Eichmann haalde een plan uit de kast dat al in de jaren 20 van de 20e eeuw geuit was door verschillende antisemitische regeringsfunctionarissen van onder andere Frankrijk, Groot-Brittannië en Polen; het 'Madagaskarplan'. In het voorjaar van 1938 reisde Eichmann in opdracht van Himmler naar Madagaskar. Hitler, Eichmann, Himmler en Heydrich waren de enigen die in 1938 van het bestaan van het Madagaskarplan af wisten. Eichmann blies het plan uiteindelijk in het voorjaar van 1940 af wegens tegenwerking van Vichy-Frankrijk, dat bang was zijn kolonie te moeten opgeven. Ook was de overmacht van de Britse marine op zee te groot om het (militair begeleid) vervoer van de Joden goed te laten verlopen. Tegelijkertijd met de exploratie van het Madagaskarplan, ontwikkelde Eichmann samen met zijn collega Franz Stahlecker het ‘Nisko- en Lublinplan’ als alternatief voor het Madagaskarplan. Het werd ontwikkeld vlak na de inname van Polen op 1 september 1939. Hierbij was het de bedoeling dat alle Joden via het doorgangskamp in Nisko zouden worden getransporteerd naar een Joodse staat in de regio van Lublin. Het plan zou uiteindelijk eveneens niet doorgaan wegens de mogelijke vergroting van de werkloosheid van etnische Duitsers in die streek. Bovendien was de grootheidswaan van Hitler tot een dusdanig niveau gestegen, dat er een definitievere oplossing nodig was om hem, wat de Joodse kwestie aanging, tevreden te kunnen stellen. Derhalve bleef het Generaal Gouvernement in het Midden van Polen, een belangrijk gebied voor het 'opvangen' van Joden in getto’s en werkkampen.

### Concentratiekampen
In november 1934 arriveerde Rudolf Höss in Dachau om als bewaker te dienen. Hij was op aanvraag van Himmler in juni 1934 lid geworden van de SS. Het meedogenloze optreden jegens de gevangenen dat Höss in de daaropvolgende zes jaar vertoonde, leidde ertoe dat Eicke er in januari 1940 bij Himmler op aandrong om de SS-Untersturmführer te promoveren. Himmler zelf zat al enige jaren opgescheept met zijn plan om een landbouwproefstation te stichten nabij het Poolse Oświęcim (Duits: Auschwitz). Het grootste knelpunt daarbij was de gesteldheid van het terrein; het was een moeras en het stikte er van de muggen. Voordeel was dat er nabij Oświęcim al een klein Duits legerkamp was met een aantal barakken. De doorslag om bij Oświęcim een Konzentrationslager te stichten, kwam uiteindelijk indirect van Hitler, die zijn Lebensraum vooral in het oosten wilde zoeken en daarbij veel ‘volksvreemden’ verwachtte tegen te komen. Himmler vulde de oplossing in; de volksvreemden moesten gevangengezet worden. Zodoende besloot Himmler in april 1940 dat er bij Oświęcim een concentratiekamp aangelegd zou worden. Direct daarna, op 30 april 1940 werd Höss officieel benoemd tot Lagerkommandant des Konzentrationslagers Auschwitz.

### De SS-cultus
Himmler had een ideaalbeeld van de Ariër. Hij wilde dat beeld verwezenlijkt zien in de SS'er, die als bron van inspiratie model moest staan voor de hard werkende, Duitse bevolking. Dit beeld moest bij de SS'er tot uitdrukking komen in de lichamelijke gesteldheid, de nationaalsocialistische levensovertuiging en de veronderstelde 'raszuiverheid'. Deze drie zaken waren een cruciaal onderdeel van Himmlers beeld van de Grootduitse geopolitiek. Hij geloofde heilig in het bevoorrechten van de Ariër en het verwijderen van de 'onreine elementen'. Die bevoorrechting diende volgens hem vorm te krijgen in de verheerlijking van de SS'er, maar ook in de opzet van allerlei 'fokprogramma's' die hij uitvaardigde om het Arische SS-bloed wijder verbreid te krijgen. Eigenlijk was er in Himmlers ogen slechts één aangelegenheid die nauwlettende bijsturing behoefde, en dat was de levensovertuiging. Het ras zou immers vaststaan en worden getoetst aan de hand van talrijke rassenstandaardformulieren en de gezondheid kon gemakkelijk worden getest door een arts. Himmler had in 1925 al een duidelijke visie op de toekomstige rol van de SS.
In het slot Wewelsburg, een kasteel dat moest dienen als spiritueel centrum van de SS, werd onderzoek gedaan naar de mystiek en cultuur van het Arische ras. Himmler noemde het kasteel zelf een soort Vaticaanstad van de SS-religie. Himmler zag zichzelf als de reïncarnatie van Hendrik de Vogelaar, de Saksische koning die in de tiende eeuw de fundamenten legde voor het Heilige Roomse Rijk en die het grootste deel van zijn regeringstijd besteedde aan militaire acties tegen Slavische volkeren. Door zijn sterke hang naar het occultisme, verweefde hij de symboliek van oeroude religies en tradities in de nazi-ideologie. Dit maakte hem zelfs tot een buitenbeentje in de nazitop.

#### Lebensborn

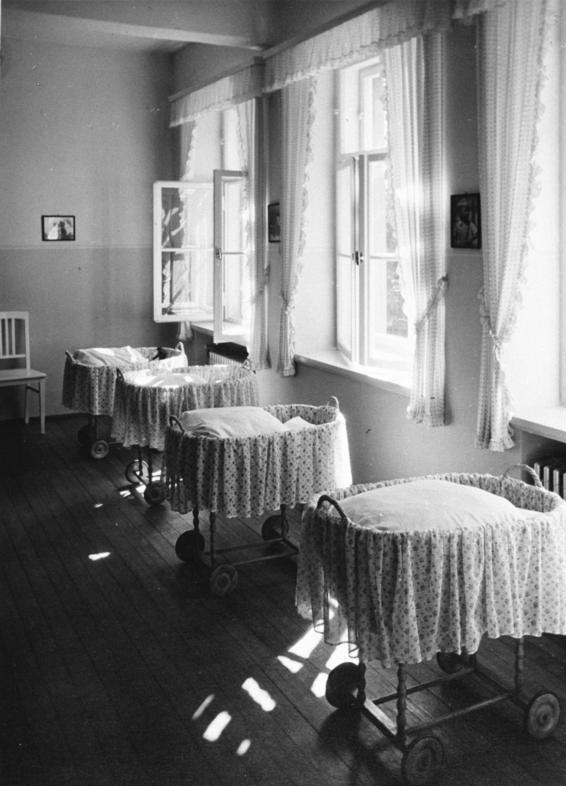
Lebensborn crèche

Op 28 oktober 1939 liet Himmler een voortplantingsbevel voor de gehele SS uitvaardigen. Dit voortplantingsbevel vormde een actie van Lebensborn e.V., een vereniging die op 12 december 1935 op bevel van Himmler werd opgericht. Het idee achter deze vereniging was het verhogen van het geboortecijfer teneinde een zuiver, Arisch ras te scheppen in overeenstemming met nationaalsocialistische rassen- en gezondheidsideologie. Himmlers voortplantingsbevel hield in dat SS’ers beschikbaar dienden te zijn om iedere raszuivere, ongehuwde vrouw te bevruchten. Himmler verwierp eveneens de christelijke monogamie; in zijn ogen diende een Arische vrouw er zo veel mogelijk Arische (seks)partners op na te houden.

## Himmler en de Duitse wetenschap
De SS vormde een staat binnen de staat. De organisatie hield zich ook bezig met cultuur en wetenschap. Er werd naar archeologische bewijzen gezocht voor de in nazikringen aangehangen theorie dat de Germanen en Ariërs in het verleden overal in Europa zouden hebben geheerst. Daarvoor werden desnoods vervalste artefacten met runentekens of Germaanse patronen in de grond gelegd en vervolgens "opgegraven". De Reichsführer was een mysticus en hij hing astrologie en allerlei pseudowetenschappen aan. Himmler was vooral een aanhanger van de theorie van de Welteislehre, zoals ontwikkeld door Hanns Hörbiger.
Himmler raakte in de loop van de Tweede Wereldoorlog geïnteresseerd in de productie van kernwapens. Het vervaardigden van "Hitlers bom" verliep moeizaam maar Himmler hoopte dat dit wonderwapen de oorlog zou beslissen in Duitslands voordeel.

## Relatie tot Hitler
Aanvankelijk stond Himmler als tweede man en later Reichsführer-SS vooral in contact met Hitler voor het verzorgen van diens bewaking. Hij was in de jaren voorafgaand aan de machtsovername niet betrokken bij de besluitvorming binnen de NSDAP, maar omdat de SS losstond van iedere andere hierarchie stond Himmler direct onder Hitler. Naarmate zijn macht groeide ontstond toch een rivaliteit met andere belangrijke nazi´s en ontstond de hoop bij Himmler dat hij eens Hitler als Führer zou kunnen opvolgen. 
Hoewel de positie van de SS begin 1945 anders deed vermoeden, was Himmler niet erg close met Hitler en behoorde hij niet tot diens kring van vertrouwelingen. Himmler ging vooral met andere leden van de SS-top om, en Hitler vond zijn pseudowetenschap en zijn occultisme maar onzin. Himmler toonde grote loyaliteit naar Hitler toe, wat hem de bijnaam der treue Heinrich (trouwe Heinrich) opleverde. 
Toen het echter duidelijk werd dat de oorlog verloren was, probeerde hij zichzelf te redden door achter Hitlers rug om vredesonderhandelingen te starten en zich van Hitler te distantiëren. Aanvankelijk  hoopte hij vrede te sluiten met de westelijke geallieerden, met zijn SS de macht te grijpen en de orde te handhaven, en zo zelf de nieuwe leider van Duitsland te worden. Toen dit mislukte, hoopte hij op een belangrijke rol in de Flensburgregering van Dönitz.

## Vredesonderhandelingen, gevangenneming en zelfmoord

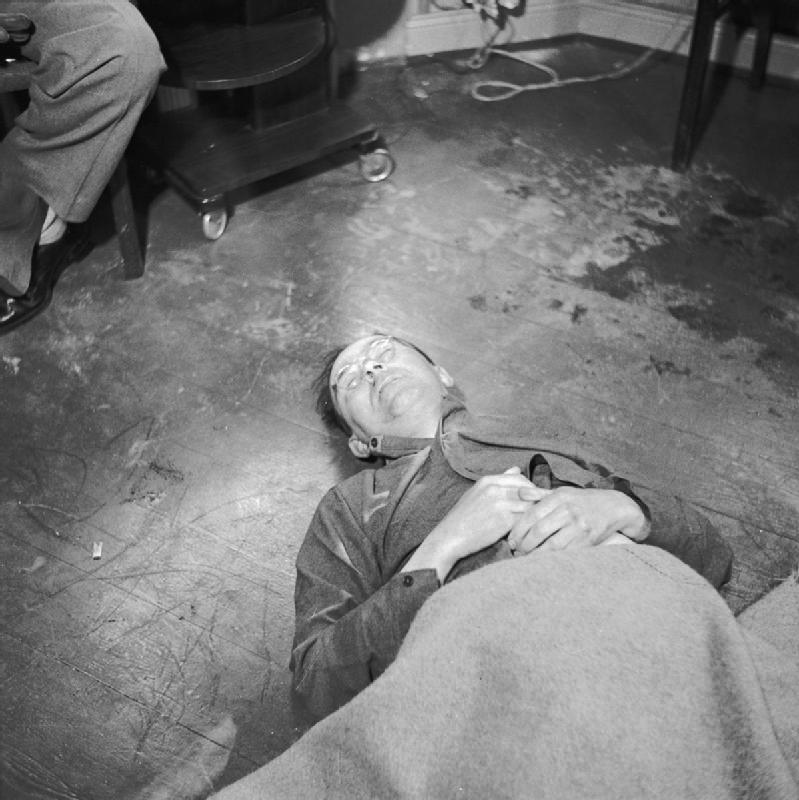
Himmlers lijk na zijn zelfmoord

In 1945 bestond de Waffen-SS uit 910.000 leden en de Allgemeine-SS uit bijna twee miljoen leden (op papier). Himmler realiseerde zich tegen de lente van 1945 dat het naziregime geen schijn van kans op overleving had, tenzij het met de Britten en Amerikanen vrede zou sluiten. In Lübeck, aan de kust van de Oostzee nam hij contact op met graaf Folke Bernadotte uit Zweden en startte hij de onderhandelingen over de Duitse overgave met het Westen. Himmler onderhandelde ook met leden van een Joodse organisatie, het Joods Wereldcongres, over het vrijlaten van de Joodse gevangenen. Himmler hoopte dat de Britten en Amerikanen de Russen zouden bestrijden met de overblijvende Wehrmacht. Toen Adolf Hitler ontdekte dat Himmler de vredesonderhandelingen startte, was hij razend van woede: hij was verbijsterd dat Himmler, de trouwste onder de getrouwen zoals hij door hem werd genoemd, het aandurfde om te onderhandelen over capitulatie. Hij noemde het verraad van Himmler het schandelijkste verraad uit de hele geschiedenis. Hitler nam hem vervolgens, op 29 april 1945, al zijn titels en bevoegdheden af. Op het tijdstip van de degradatie was Himmler een Reichsführer-SS, chef van de Duitse Politie, rijkscommissaris van de Duitse natie, rijksminister van Binnenlandse zaken, opperbevelhebber van de Volkssturm en opperbevelhebber van het Duits thuisleger.
De onderhandelingen met graaf Bernadotte en de Joodse deputatie faalden en Himmler, die niet meer kon terugkeren naar Berlijn, ging naar Flensburg waar admiraal Karl Dönitz verbleef en op dat moment de bevelhebber was van alle Duitse strijdkrachten in het Westen. De bevelen in verband met Himmlers degradatie hebben admiraal Dönitz nooit bereikt en Himmler vervoegde zich bij de nieuwe Flensburgregering. Himmler werd op 6 mei 1945 ontslagen door Dönitz in de hoop zo de gunst van de geallieerden te winnen.
Himmler nam vervolgens als een overloper contact op met het hoofdkwartier van Dwight Eisenhower met de melding dat Duitsland zich zou overgeven aan de geallieerden indien hij werd gespaard van alle vervolgingen als een nazileider. Hij stuurde zelfs een aanvraag naar generaal Eisenhower voor de positie van minister van Politie in het naoorlogse tijdperk van Duitsland. Eisenhower weigerde en Himmler werd aangemerkt als oorlogsmisdadiger die moest worden opgepakt.
Niet gewenst door zijn vroegere collega's en gezocht door de geallieerden zwierf hij enkele dagen rond in Flensburg nabij de Deense grens en de hoofdstad van Dönitz’ rijksregering, waarbij zich ook een grote hoeveelheid SS'ers bij hem voegden. Dönitz wist weliswaar niet dat Himmler ontslagen was, maar wilde toch niet met hem samenwerken omdat hij de SS niet vertrouwde. Dönitz vertelde Himmler op 5 mei 1945 dat hij hem de volgende dag zou ontslaan, en bood valse papieren en een vermomming als hij zelf wegging. In een laatste oproep aan ‘zijn’ SS riep Himmler hen op hetzelfde te doen en op te gaan in de tienduizenden soldaten die op dat moment door Noord-Duitsland trokken. Een groot deel van de SS'ers, vooral de lagere rangen, is dit uiteindelijk ook gelukt.
Himmler verliet nu Flensburg met een groep hoge SS'ers, allen vermomd als leden van de Duitse Gendarmerie in de hoop terug te kunnen keren naar Beieren. Het doel hiervan was onduidelijk, met name daar het neutrale Zweden veel dichterbij was en de oversteek door bezet Duitsland riskant was. De jacht op oorlogsmisdadigers was geopend en Himmler stond boven aan het lijstje.
Bij het oversteken van de rivier de Oste moest de groep een Britse controlepost passeren, waar ze allemaal gearresteerd werden door de Britten. Hij werd op 20 mei gevangengenomen door een Britse eenheid. Hij werd vervolgens naar een Brits krijgsgevangenenkamp bij Seelos-bei-Bremervörde gebracht om te worden ondervraagd. Op 23 mei belandde hij in het 031 Interrogation Camp in Barnstedt in de omgeving van Lüneburg. Daar maakte hij zich bekend als Heinrich Himmler. Hij werd overgebracht naar het hoofdkwartier van het Britse Tweede Leger in Lüneburg, waar dokter Wells een medisch onderzoek begon. Wells probeerde de mondholte van Himmler te inspecteren, maar Himmler trok zijn hoofd weg en beet een cyanidecapsule door die in een kies was verborgen. De doodsstrijd duurde vijftien minuten. Het stoffelijk overschot werd op de Lüneburger Heide in een naamloos graf gelegd, waarvan de exacte locatie nimmer geopenbaard is.

Voertuigvlag voor de "Reichsführer-SS", Deutsches Reich 1935-1945.

## Militaire loopbaan
- Fahnenjunker: 2 januari 1918[10]
- Korporal: mei 1918[10]
- Fähnrich der Reserve: 1 december 1921[10]
- SS-Gauführer: 1925[10]
- SS-Obergruppenführer: 15 december 1932[10]
- Reichsführer-SS: 6 januari 1929[11][10]

## Onderscheidingen
- Gouden Ereteken van de NSDAP[3] in 1934[10]
- Dienstonderscheiding van de NSDAP in goud[3][10]
- Dienstonderscheiding van de SS, 4e graad[3] op 19 december 1938[10]
- Bloedorde[3][12] op 11 juni 1934 (nr.3)[10]
- Gezamenlijke Piloot-Observatiebadge in Goud met Diamanten[3] op 8 juli 1942[10]
- Neurenbergse Partijdaginsigne van 1929[3] in 1929[10]
- Neurenbergse Partijdaginsigne van 1933 in 1933[10]
- Ehrendegen des Reichsführers-SS[3][13]
- SS-Ehrenring[3][12]
- Gouden Ereteken van de Hitlerjeugd met Eikenloof[3] op 20 januari 1938[10]
- Medaille ter Herinnering aan de Thuiskomst van het Memelland[3] op 20 maart 1939[10]
- Anschlussmedaille met gesp „Prager Burg“[3] in 1939[10]
- Medaille ter Herinnering aan de 13e Maart 1938[3] in 1938[10]
- Eerste Klasse van de Orde van Verdienste van de Duitse Adelaar[10]
- Westwall Medaille in 1939[10]